# Brigadas de Refuerzo de Incendios Forestales
Las Brigadas de Refuerzo de Incendios Forestales (BRIF) de España son las brigadas antiincendios de la empresa pública Grupo Tragsa. Dependen del Ministerio para la Transición Ecológica y el Reto Demográfico, con la función de prestar apoyo a las comunidades autónomas en la lucha contra incendios forestales.
Estas unidades han sido diseñadas con las premisas de máxima movilidad, tiempos de respuesta bajos, y una máxima profesionalidad, por lo que los medios utilizados para desplazarse por velocidad, tiempo y capacidad de trabajo son los helicópteros. Hasta 2005 se utilizaron en esta tarea de transporte helicópteros Super Puma (18 personas a bordo, toda la brigada), PZL W-3 Sokół (9 personas a bordo, media brigada) y los Bell 212 (9 personas a bordo, media brigada). Actualmente la mayoría de las brigadas utilizan el PZL W-3 Sokół, excepto 3 BRIF-A.
Estas unidades por norma general vuelan un helicóptero PZL W-3 Sokół, aunque debido a la falta de estos en el mercado europeo algunas utilizan helicópteros Bell 412sp.

## Historia

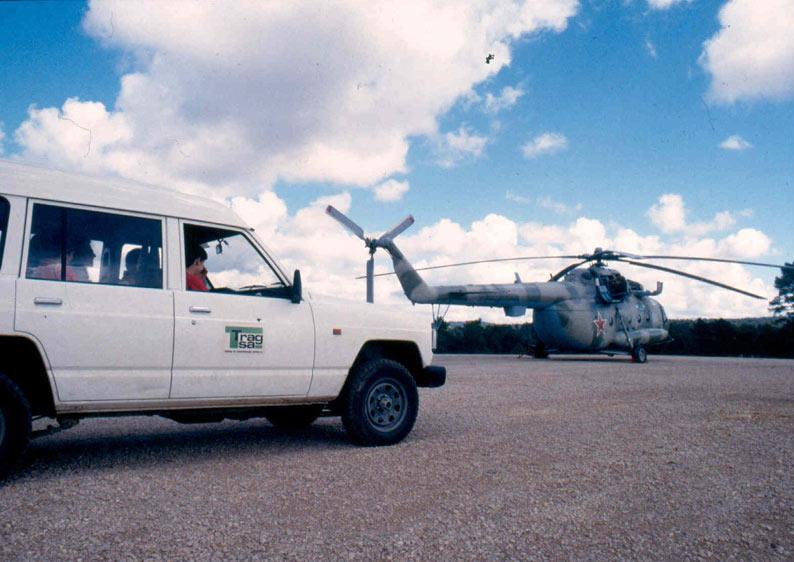
Vehículo junto a uno de los primeros helicópteros de las BRIF, un Mi-8 ruso.

Las BRIF, Brigadas de Refuerzo de Incendios Forestales, nacieron como consecuencia a los grandes incendios que se producen habitualmente en la temporada de verano, aquellos que superan las 500ha, y los problemas de combate que estos representa, debido a su extensión, dificultad de ataque y alta peligrosidad (como así demuestran las cifras de muertos).
Las competencias en incendios forestales están transferidas a las comunidades autónomas desde el año 1984, junto con las transferencias correspondientes a la gestión de los montes y del medio rural, por lo que los medios de extinción, su planificación y su disposición sobre el territorio dependen de estas últimas. Excepto en algunos medio aéreos como los aviones anfibios Canadair CL-215, del ICONA, que colaboraban con las comunidades autónomas, pero insuficientes sin apoyo en tierra.
Frente a esto, el Estado se encuentra con el problema de que las Comunidades carecen de la capacidad suficiente para hacer frente a los incendios, un largo historial de accidentes, y muertes. Asimismo el Estado central tiene encomendada la gestión de medios aéreos de gran capacidad (Canadair CL-215, CL-215T) y colaborar con las Comunidades en la defensa de los montes.
Por lo que en el año 1992, sea crean las primeras BRIF dependientes en aquellos momentos del Ministerio de Agricultura. Siendo las primeras las de "La Pata del Caballo" Huelva, y "Prado de los Esquiladores" Cuenca, en 1993 se crean las bases de Pinofranqueado, Cáceres y Tabuyo del Monte, León, en 1994 la base de Daroca, Zaragoza y ya En 2004 se crean las bases de Laza, Ourense y Laiglesuela, Toledo, en 2006 se crean las base de Puntagorda, La palma y Ruente, Cantabria
La filosofía y planteamiento de las unidades se basaba en la experiencia adquirida por el Servicio Forestal de los Estados Unidos, y para diseñar las primeras unidades y adiestrar a los primeros técnicos, se trasladaron técnicos americanos hasta España para explicar los métodos, medios recomendados, técnicas y demás aspectos del trabajo de grandes unidades en incendios forestales. Esto significó traer desde Estados Unidos las técnicas y filosofías de las unidades HotShot.
Además de las BRIF las primeras experiencias de unidades helitransportadas serían las H-CAR del ICONA en un primer momento estaban compuestas por un técnico, un capataz y 6 especialistas, desplegadas en zonas más concretas de la geografía, donde los incendios tenían una gran recurrencia, pero no llegando a alcanzar grandes superficies quemadas, y en zonas donde el ICONA había realizado grandes inversiones en repoblaciones y gestión forestal.
Actualmente las BRIF trabajan los 12 meses del año, dedicándose durante 5 meses al año exclusivamente a la extinción de incendios desde junio hasta octubre, y el resto del tiempo a labores de prevención de incendios forestales, quemas controladas, formación y colaboración en todo tipo de eventos para los que se las requiera.

## Medios
Los medios de esta brigadas son muy variados y distintos, todos ellos con el objetivo último de conseguir la extinción de los incendios forestales, siendo algunos de ellos utilizados por las brigadas, y otros son medios de transporte, apoyo y de extinción, como los helicópteros, que transportan a las brigadas, y colaboran en la extinción realizando descargas de agua donde lo demandan las brigadas.

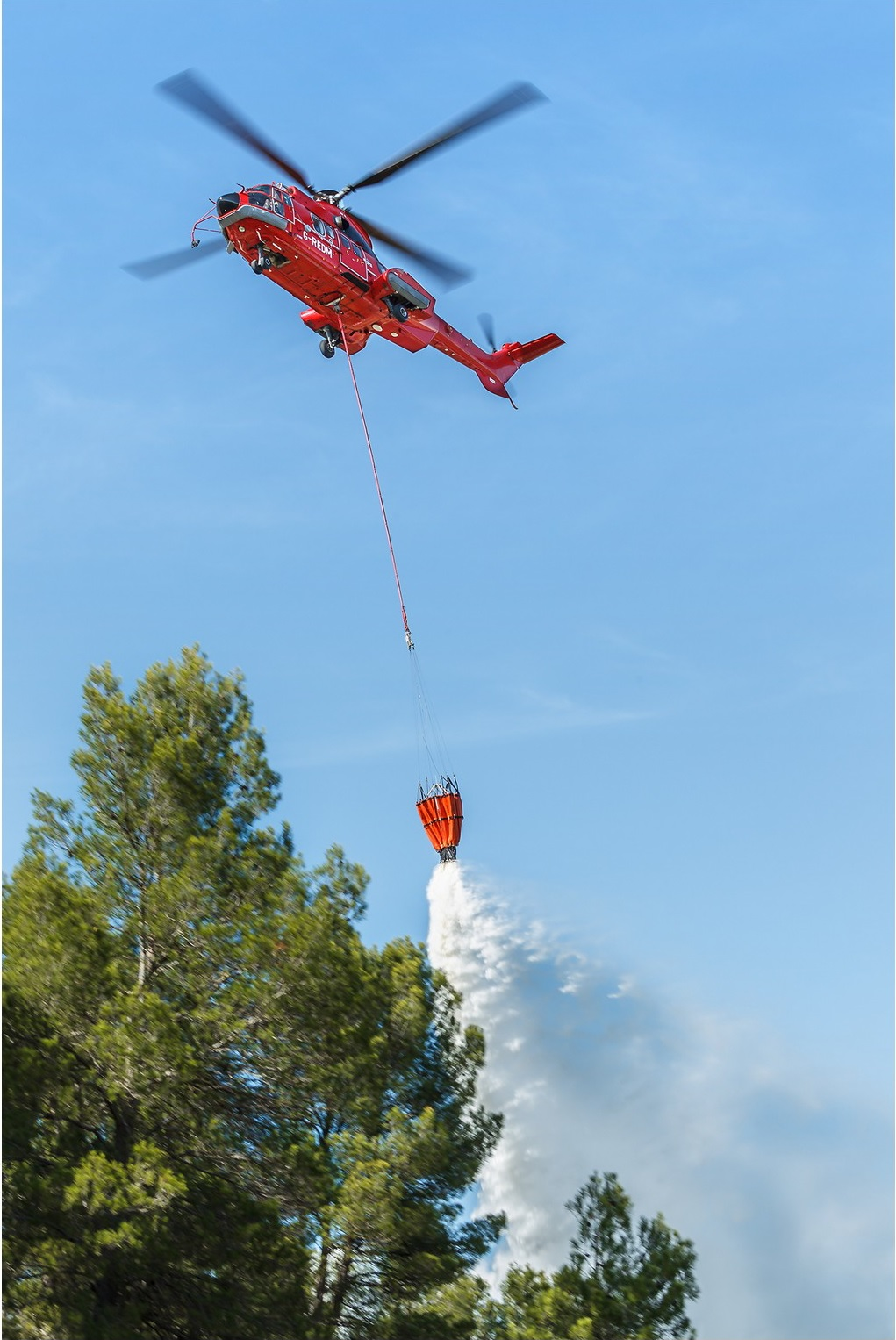
SUPER PUMA AS332L2

### Mecánicos
Estos elementos plantean problemas para su embarque en los medios aéreos, ya sea por problemas de espacio en el caso de las desbrozadoras o por discrepancias con el protocolo de vuelo del comandante de la aeronave en el caso de las mortosierras.
- Motosierra
- Desbrozadora

### Manuales
- Batefuegos: herramienta de goma, y un mango metálico utilizado para sofocar las llamas eliminando el oxígeno de la comustión.
- Pulaski: azada-hacha forestal, herramienta de corte, utilizada para romper la continuidad horizontal y vertical de los combustibles, impidiendo así la propagación del fuego, con la construcción de líneas de defensa, y asegurar el perímetro del incendio.
- Mc Leod: azada-rastrillo forestal, herramienta de corte y arrastre, utilizada también para romper la continuidad de los combustibles, utilizada en la construcción de líneas de defensa, y para asegurar el perímetro.
- Mochila extintora (flexible y rígida): con una capacidad aprox. de entre 17 y 21 litros;
- Azada;
- Pala o palín;
- Extintor de explosión (en desuso);
- Tajamatas;
- Antorcha de goteo: herramienta para poder utilizar el fuego como una herramienta más, y poder quemar zonas antes de que llegue el frente de llamas y asegurar una zona.

### Medios de transporte
- Helicópteros (el fundamental y prioritario);[2]
- Vehículos todoterreno.

## Unidades
Debido a las distintas características de las comunidades autónomas, y de las necesidades de medios en algunos lugares, existen dos tipos de BRIF durante la campaña de verano, que abarca desde junio hasta octubre, y después durante la campaña de invierno existe también un operativo más reducido, pero igualmente efectivo, en aquellas regiones donde se produce una fuerte incidencia de incendios en esta época.

### BRIF-A
Son unidades compuestas por:

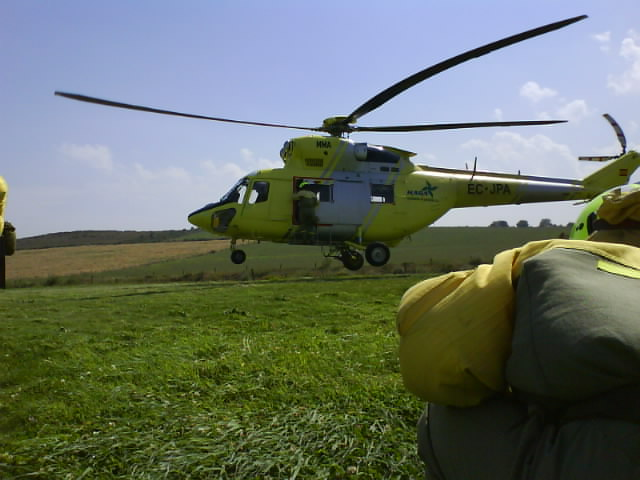
Helicóptero PZL W-3 Sokół, de las BRIF-A. (BRIF Tineo 2007)

- 2 Helicópteros tipo medio, PZL W-3 Sokół, Bell 212 o 412.
- 18 Personas:
  - 1 Técnico, Ing. de Montes o Tec. Forestal
  - 1 Preparador Físico (Lic. Ciencias de la Actividad Física y del Deporte)
  - 2 Cuadrillas y dentro de cada cuadrilla:
    - 1 Capataz;
    - 7 Combatientes.

Estas brigadas pueden actuar en cualquier punto del territorio nacional donde sea necesaria su presencia y están especializadas en el combate de grandes incendios.
El despliegue durante el año 2019:
- Tabuyo del Monte, León, BRIF-A
- Puntagorda, La Palma, BRIF-A
- Daroca, Zaragoza, BRIF-A
- Prado de los esquiladores, Cuenca, BRIF-A
- Laza, Orense, BRIF-A
- Tineo, Asturias, BRIF-A
- Lubia, Soria, BRIF-A
- La Iglesuela del Tiétar, Toledo, BRIF-A
- Pinofranqueado, Cáceces, BRIF-A
- Puerto el pico, Ávila, BRIF-B

### BRIF-B
Son unidades compuestas únicamente por un helicóptero de tipo medio, como el PZL W-3 Sokół o el Bell 212 o 412.
Personal:
- 1 Técnico
- 1 Capataz
- 7 Combatientes

La única BRIF-B que opera actualmente es la BRIF-B de Puerto del Pico, Ávila.

### BRIF-i
Unidades que actúan en invierno debido al riesgo en algunas comunidades de incendios forestales.
Están constituidas por equipos de 1 Técnico Forestal, 1 preparador físico, 1 capataz y 7 brigadistas en dos equipos trabajando durante 10 horas al día uno de ellos y descansando el otro. Utilizan helicópteros de transporte de tamaño medio PZL W-3 Sokół o Bell 212 con helibalde de 1.500 litros. Durante la campaña de invierno, de febrero a abril, trabajarán 5 BRIF-i durante dos meses cada una localizadas en Pinofranqueado (Cáceres), Tineo (Asturias), Tabuyo del Monte (León), Laza (Ourense) y Ruente (Cantabria).

### Acceso a la BRIF
Las pruebas de acceso a las distintas BRIF de España son organizadas cada año en cada base, y consisten en el "Pack Test", un reconocimiento médico y un examen acerca de incendios forestales, seguridad y su combate.
Para poder realizar estas pruebas debe de ponerse en contacto con la oficina regional de Tragsa en la que se ubica la base correspondiente.
Los plazos para presentar las solicitudes varían en función de los periodos de trabajo de las bases, pero se pueden enviar las solicitudes a partir del mes de marzo, abril y mayo.

Brigadas de Bomberos Forestales de Venezuela.